# Илия Патеров
Илия Г. Патеров е български публицист и общественик, деец на Македонската емиграция в България.

## Биография
Илия Патеров е роден в костурското село Загоричани, тогава в Османската империя. Емигрира в свободна България.
През 1930 година издава спомени за Загоричани в съавторство с Наум Темчев и Дамян Илиев.
През 1938 година влиза в контролната комисия на управителното тяло на Костурското благотворително братство като председател.